# Glouchkovo (commune urbaine)
Glouchkovo (en russe : Глушко́во) est une commune urbaine et centre administratif du raïon de Glouchkovo de l'oblast de Koursk, en Russie. Sa population s'élevait à 4 785 habitants au recensement de 2021.

## Histoire
Le 14 août 2024, quelques jours après le début de l'incursion ukrainienne dans l'oblast de Koursk, le gouverneur de l'oblast de Koursk (ru), Alexeï Smirnov, ordonne l'évacuation de la ville,.
Le 16 août, l'armée ukrainienne détruit un important pont routier sur la rivière Seïm à l'entrée de la ville, dans le but d'isoler les troupes russes situées dans le secteur.

## Géographie
La commune urbaine de Glouchkovo se situe dans l'oblast de Koursk, un oblast de la partie européenne de la Russie. La commune urbaine fait partie du raïon de Glouchkovo, et en est le centre administratif.

## Démographie
Recensements (*) et estimations de la population :
| 2002 * | 2010* | 2021* | - |
| ------ | ----- | ----- | - |
| 5 748  | 5 349 | 4 785 | - |